# Johann Georg Schlumpf
Johann Georg Schlumpf (* 28. März 1858 in Cham ZG; † 25. Juli 1942 in Steinhausen ZG) war ein Schweizer Ingenieur, Erfinder und Unternehmer.

## Leben
Johann Georg Schlumpf wurde 1858 als Sohn des Landwirts Johann Josef Schlumpf und Elisabeth Schlumpf, geborene Schön, im schweizerischen Cham geboren. Nach einer Schreinerlehre absolvierte er eine Mechanikerlehre in Zug. Er heiratete die Bäuerin Katharina Kaufmann. Sein Onkel Wolfgang Schlumpf baute bereits in den 1860er Jahren hydraulische Widder. Johann Georg Schlumpf verbesserte die Konstruktion und baute 1885 seinen ersten hydraulischen Widder. Diesen installierte er an seinem Privathaus, welches wie damals üblich, nicht an ein örtliches Trinkwassernetz angeschlossen war. 1886 gründete er in Steinhausen eine mechanische Werkstätte für Sanitär- und Elektroinstallation, Wasserversorgungssysteme und Hydraulische Widder. 1924 gab er die Leitung der Firma an seinen Sohn Johann Melchior Schlumpf ab. In seiner Freizeit entwickelte er Projektionsapparate, mit denen er mit Hilfe handbemalter Glasscheiben bewegte Bilder erzeugen konnte. Am 25. Juli 1942 verstarb Johann Georg Schlumpf im Alter von 84 Jahren in Steinhausen.

## Leistungen

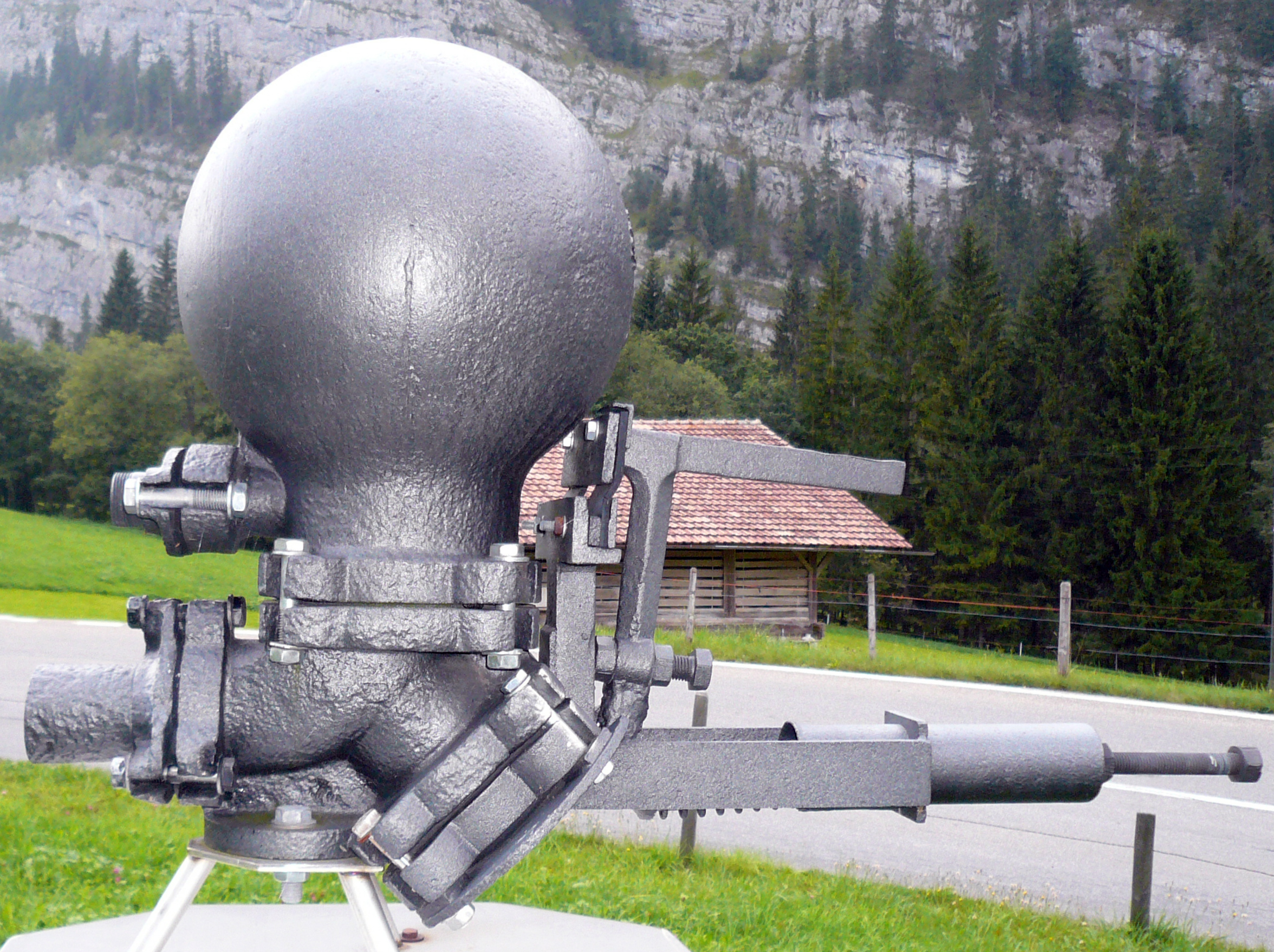
Hydraulischer Widder

Johann Georg Schlumpf, der 1885 den ersten hydraulischen Widder verkaufte, war einer der ersten Hersteller von hydraulischen Widdern in der Schweiz. 1923 entwickelte er die «Selbstbelüftung». Diese erledigte automatisch die regelmässige Auffüllung des Luftpolsters, wodurch ein jahrzehntelanger wartungsfreier Betrieb möglich wurde. 

## Unternehmen

### Schlumpf AG
1886 gründete Johann Georg Schlumpf in Steinhausen eine mechanische Werkstätte für Sanitär- und Elektroinstallation, Rohrleitungsbau, Wasserversorgungssysteme und Hydraulische Widder. 1924 übernahm sein Sohn Johann Melchior Schlumpf die Leitung der Firma und fertigt von da an auch Stall-Einrichtungen. Johann Melchior Schlumpf führe das Unternehmen bis zu seinem Tod 1958, anschliessend übernahm sein Sohn Hans Schlumpf die Firmenleitung. Dieser erweiterte das Produktportfolio um Allgemeinen Maschinenbau, Instandhaltung und Sanierung, Spannelemente für die Papier-, Film- und Folien-Verarbeitung und Wickelkomponenten. 1965 entwickelte die Firma beispielsweise eine 30 Meter lange Gummiermaschine. Auch die Hydraulischen Widder wurden weiterhin produziert. Sukzessive baute er auch internationale Vertriebskanäle auf. Ab 1972 baute die Firma Sondermaschinen für Papierfabriken in Schweden und ging weltweite Partnerschaften ein, um das Portfolio weiter zu ergänzen. 1987 ging die Unternehmensleitung an Hans Peter Schlumpf über. Dieser baute ab 1989 ein weltweites Vertriebsnetz auf. 1992 wurde in Windham (Maine) in den USA die Tochterfirma Schlumpf Inc. gegründet. 1999 schied Hans Schlumpf aus dem Unternehmen aus. Seit diesem Jahr gehört auch sein Urenkel Florian Schlumpf zur Unternehmensleitung. Dieser hatte bereits ein Jahr zuvor die Firma Schlumpf Innovations gegründet, welche ebenfalls Spezialmaschinen für die Papierindustrie herstellte. 2004 verlegte das Unternehmen seinen Sitz von Steinhausen ins benachbarte Hünenberg. 2008 gab Hans Peter Schlumpf die Unternehmensleitung weiter. 2012 wurde in Schweden die Tochterfirma Scandinavia AB gegründet. Inzwischen hat die Schlumpf AG den Geschäftsbereich Hydraulische Widder komplett an Schlumpf Innovations in Vilters abgegeben.
Zur Schlumpf Gruppe gehören neben der Schlumpf AG heute auch die Firmen Schlumpf Inc. (gegr. 1992, Sitz: Windham (Maine), USA) und deren Tochterfirmen Sebago CNC und Armanni USA, Elite Cameron (Sitz: Taunton, England). Das Unternehmen gehört weltweit zu den führenden Herstellern von Wickelkomponenten für die Papier- und Folienindustrie.

#### Produktportfolio
- Schlumpf AG
  - Mechanische und pneumatische Spannwellen aus Alu, Stahl und CFK
  - Mechanische und pneumatische Spanndorne für achslose Applikationen
  - Friktionswellen für direktes und indirektes Friktionieren
- Schlumpf Inc. (inkl. Sebago CNC und Armanni USA)
  - Wellenhandling, Rollenhandling und Logistikequipment
- Krämer Maschinenbau
  - Pneumatische Spannwellen aus Alu und Stahl
  - Schlumpf-Krämer Servicecenter
  - Mechanische Fertigung
- Boschert
  - Klapplager, Schiebelager, Automatiklager, Pneumatiklager
- Elite Cameron
  - Hülsenschneider, manuell und vollautomatisch
- OWECON
  - Bahnspannungsregelung, Bahnkantensteuerung